# Kleineibstadt

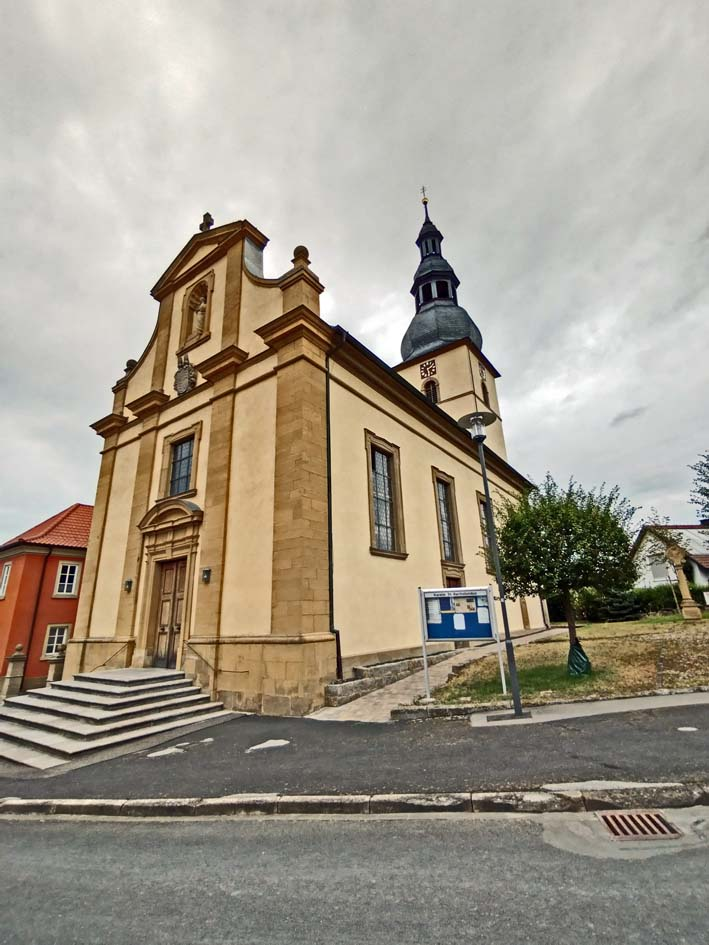
Katholische Kirche

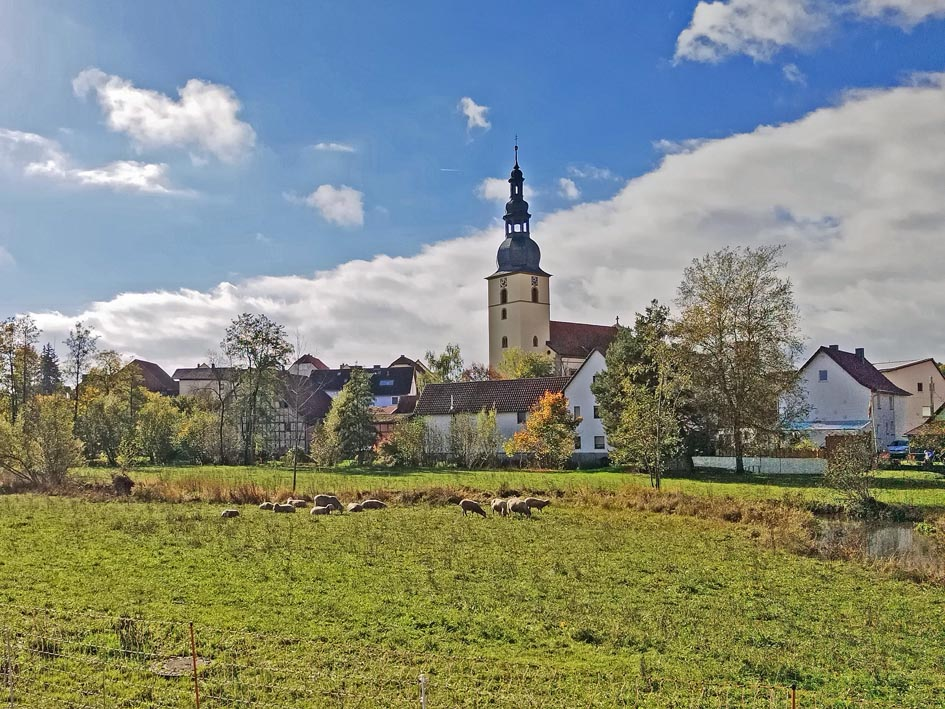
Kleineibstadt Richtung Süden

Kleineibstadt ist ein Gemeindeteil der Gemeinde Großeibstadt im unterfränkischen Landkreis Rhön-Grabfeld in Bayern. Der Ort hat  mit ca. 430 Einwohnern (Stand: 2018).

## Geographie
Das Kirchdorf liegt rund drei Kilometer westlich von Großeibstadt und sieben Kilometer von Bad Königshofen entfernt. In dem Haufendorf vereinigen sich die beiden Bäche Barget und Albach mit der Fränkischen Saale. Kleineibstadt ist somit eine „Dreiflüssestadt“. Durch den Ort führt der Fränkische Marienweg.

## Geschichte
Der Ort wurde vermutlich im 6./7. Jahrhundert im Zuge der Landnahmezeit gegründet. Die erste urkundliche Erwähnung folgte im Jahre 786 anlässlich einer Schenkung an das Kloster Fulda.
1554 kaufte Valentin von Münster das Gut von dem Henneberger Grafen Georg Ernst und weitete seine Dorfherrschaft 1574 aus, als Fürstbischof Julius Echter ihn mit dem würzburgischen Teil des Dorfes belehnte. Das Schloss Kleineibstadt blieb bis 1866 im Besitz der Familie von Münster. Der Adelssitz von Kleineibstadt wurde im Jahre 1900 durch Blitzschlag zerstört und später vollständig abgebrochen. Erwähnt werden kann auch die jüdische Gemeinde in Kleineibstadt (siehe Synagoge (Kleineibstadt)), die bis 1937 bestand, ihre Entstehung geht vermutlich auf das 17. Jahrhundert zurück.
Am 1. Mai 1978 wurde die bis dahin selbständige Gemeinde in die Nachbargemeinde Großeibstadt eingegliedert.